# Cribbia
Cribbia é um género botânico pertencente à família das orquídeas (Orchidaceae).